# Willoughby Hills (Ohio)
Pour les articles homonymes, voir Willoughby.
Willoughby Hills est une ville du comté de Lake, dans l’État de l’Ohio. Lors du recensement de 2010, sa population s’élevait à 9 485 habitants. Sa superficie totale est de 28,02 km2.

## Histoire
La ville a été fondée en tant que township en 1870 par les éleveurs de chiens de chasse. En 1900 avec une population de 3 000 habitants, Willoughby Hills à devenu une ville officielle dans l'état de l'ohio.

## Source
- (en) Cet article est partiellement ou en totalité issu de l’article de Wikipédia en anglais intitulé « Willoughby Hills, Ohio » (voir la liste des auteurs).